# Mundo gordo
Mundo gordo es una película de comedia romántica peruana de 2022 dirigida por Sandro Ventura y escrita por Ítalo Carrera y Daniel San Román. Se basa en el stand-up comedy del mismo nombre lanzada en 2019 y principios de 2020. La cinta está protagonizada por Miguel «Miki» Vargas, Daniela Feijoó, Renzo Schuller y con Jesús Alzamora en el antagónico principal.

## Sinopsis
El microempresario y comediante Antonio (Miguel «Miki» Vargas) está enamorado de su amiga de la infancia Cynthia (Daniela Feijoó), pero su sobrepeso, por lo que toda su vida le han llamado «gordo», le impide declararse, además que no tiene gracia. Pero cuando descubre que ella añora a su jefe Genaro (Jesús Alzamora), ejecutará un plan para conquistarla.

## Elenco
- Miguel «Miki» Vargas como Antonio.[6]
- Daniela Feijoó como Cynthia.[6]
- Jesús Alzamora como Gerardo.[6]
- Renzo Schuller como Gabriel.[7]
- Camucha Negrete como Adriana.[7]
- Regina Alcóver como Miryam.[7]
- Sandra Vergara como Claudia.[7]
- Ximena Hoyos como Catalina.[7]
- Mónica Torres[cita requerida]
- Ivana Yturbe[cita requerida]
- Jaime «Choca» Mandros como él mismo (cameo).[8]

## Producción

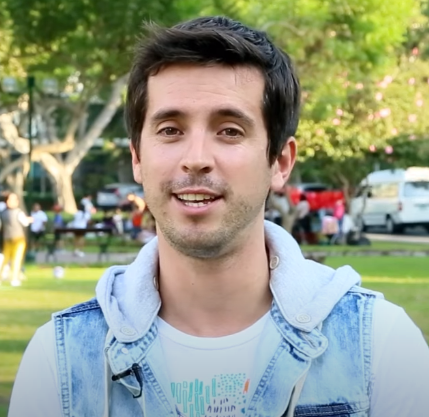
Jesús Alzamora, es el antagonista de la historia, quién interpreta a Gerardo, el jefe de Cynthia.

Las grabaciones comenzaron a principios de marzo de 2020, pero la filmación se vio interrumpida por la pandemia de COVID-19. En diciembre de 2020, se reanudó el rodaje utilizando todas las medidas de cuidado. Además marca el debut actoral de la modelo y personalidad de televisión Ivana Yturbe, y se suma el presentador de televisión peruano Jaime «Choca» Mandros al elenco como extra.

## Recepción
Mundo gordo se estrenó de manera oficial el 1 de septiembre de 2022 en los cines peruanos con todo el elenco completo. Gracias al éxito de la cinta, entró al ámbito internacional haciendo su estreno el 19 de septiembre de 2022 en Austin, condado de Texas, como parte del evento realizado Austin-Lima Sister Cities.
La película atrajo a más de 56.000 espectadores al cine en su primera semana de estreno. Además, Mundo gordo fue premiado en el Festival Italiano de Cine en el año 2023, en la categoría «Mejor película extranjera», saliendo finalmente como semifinalista del dicho concurso.[cita requerida]
Además se premió a los protagonistas de la trama, Miguel Vargas y Daniela Feijoó en las categorías de «Mejor actor» y «Mejor actriz» respectivamente en el Sittavannavasal International Film Festival el año 2023, la cual se llevó los premios restantes «Mejor director» otorgado a Sandro Ventura y «Mejor película de ficción internacional» a la cinta. Fue galardona en el Love Film Festival en Barcelona ese año como «Mejor película».

## Premios y nominaciones
| Año  | Premios                                     | Categoría                                 | Trabajo              | Resultados    | Ref.   |
| ---- | ------------------------------------------- | ----------------------------------------- | -------------------- | ------------- | ------ |
| 2022 | Sittavannavasal International Film Festival | «Mejor película de ficción internacional» | Mundo gordo          | Ganadora      | [ 15 ] |
| 2022 | Sittavannavasal International Film Festival | «Mejor director»                          | Sandro Ventura       | Ganador       | [ 15 ] |
| 2022 | Sittavannavasal International Film Festival | «Mejor actor»                             | Miguel «Miki» Vargas | Ganador       | [ 15 ] |
| 2022 | Sittavannavasal International Film Festival | «Mejor actriz»                            | Daniela Feijoó       | Ganadora      | [ 15 ] |
| 2022 | Festival de Cine Pulcinella                 | «Mejor película»                          | Mundo gordo          | Nominada      | [ 17 ] |
| 2023 | Festival Italiano de Cine                   | «Mejor película»                          | Mundo gordo          | Semifinalista | [ 18 ] |
| 2023 | Love Film Festival                          | «Mejor ficción romántica»                 | Mundo gordo          | Ganadora      | [ 19 ] |
| 2023 | Love Film Festival                          | «Mejor actor»                             | Miguel «Miki» Vargas | Nominado      | [ 16 ] |